# 3606 Pohjola
A 3606 Pohjola (ideiglenes jelöléssel 1939 SF) a Naprendszer kisbolygóövében található aszteroida. Yrjö Väisälä fedezte fel 1939. szeptember 19-én.